# Clelands Shipbuilding Company
Die Clelands Shibbuilding Company war eine britische Werft, die von 1866 bis 1984 bestand. Schwerpunkt waren zunächst Reparaturen. Ab den 1930er Jahren entwickelte sie sich zu einer der führenden Werften für Küstenmotorschiffe, baute aber auch Trawler, Schlepper und Spezialschiffe für die Royal Navy.

## Geschichte

### Clelands Graving Dock & Slipway (1866–1932)
Gegründet wurde die Werft von William Cleland (1822–1876) im Jahre 1866 im Stadtbezirk Willington Quay von Wallsend auf einem Gelände, auf dem zuvor schon mehrere andere Schiffbauer tätig gewesen waren. William Cleland selbst hatte zuvor als Manager bei T. & W. Smith in North Shields gearbeitet, bevor er in den 1860 zur Werft Palmers Shipbuilding and Iron Company in Willington Quay wechselte. Als diese 1865 sich zur Limited Company umfirmierte, machte er sich mit seiner Werft selbständig. Bereits wenige Jahre später, 1872, wandelte er sein Unternehmen ebenfalls in eine Kapitalgesellschaft um.
Die Werft konzentrierte sich auf Reparaturen und baute nur vereinzelt kleinere Schiffe, zunächst Frachtschiffe. Auch nach dem Tod von William Cleland im Jahre 1876 wurde diese Firmenpolitik fortgeführt. Die wenigen Neubauten waren ab den 1890er Jahren Fischereifahrzeuge und Schlepper. Bis in die 1930er Jahre blieben Reparaturen das Kerngeschäft der Werft. 1932 geriet die Firma in finanzielle Schwierigkeiten und musste zum Verkauf angeboten werden.

### Clelands (Successors) (1932–1956) und Clelands Shipbuilding (1957–1967)

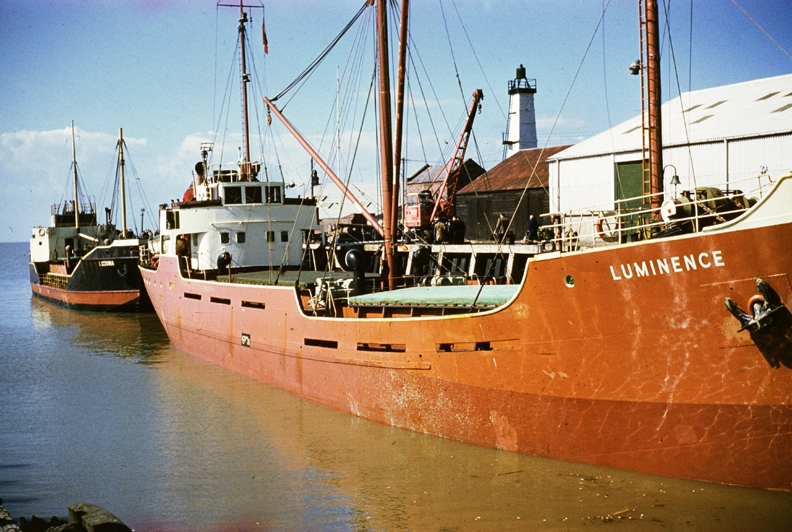
1954 gebauter Kümo Luminence

Käufer der Werft war die Familie Craggs aus Goole, die dort bereits die Goole Shipbuilding and Repairing Company besaß. Unter dem Namen „Clelands (Successors)“ nahm die Werft 1934 den Betrieb wieder auf. Sie verfügte zu dieser Zeit über zwei Slipanlagen und einen Kai für Arbeiten oberhalb der Wasserlinie. Der neue Inhaber verlagerte sukzessive den Schwerpunkt auf den Neubau von Schiffen. Im Angebot waren bereits Küstenfrachter, Leichter, Tanker und Fähren. Die Schiffe hatten eine Vermessung unter 500 BRT und bis zu maximal 50,0 Metern Länge.
1939 erhielt das Unternehmen Aufträge der britischen Admiralität zum Bau von Schleppern. Für diese und weitere Bauten wurde ein zweiter Kai eingerichtet, 1943 folgte die Erweiterung um einen 5-Tonnen-Kran. Während des Zweiten Weltkrieges baute die Werft 15 Empire-Schiffe verschiedener Typen für das Ministry of War Transport. Produziert wurden zwei Typen Küstenmotorschiffe mit vier Bauten und drei Typen Schlepper mit elf Bauten.

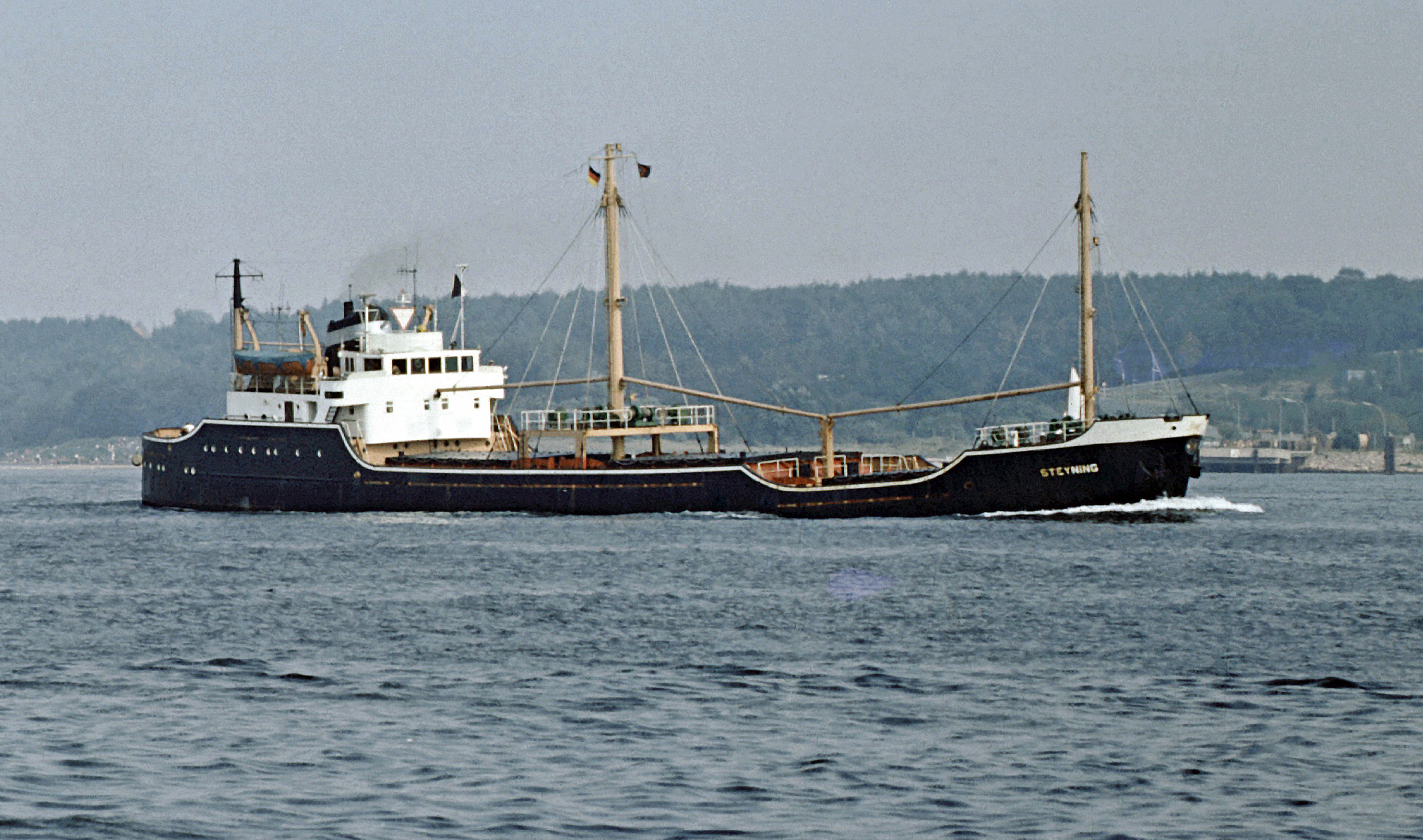
1965 gebauter Kümo Steyning

Nach dem Krieg prosperierte das Unternehmen weiter: Aufgrund ihrer Reputation erhielt die Werft zahlreiche Aufträge aus der Ölindustrie und stellte eine große Anzahl von Leichtern und Tankleichtern, daneben auch kleinen Küstentankern her. Das Geschäft mit Küstenmotorschiffen blieb weiterhin konstant. Dies führte 1954 zur Erweiterung der Haupthelling und 1957 zur Gründung des Tochterunternehmens “Clelands Shipbuilding Co. Ltd.”, das direkt neben der bestehenden Werft angesiedelt wurde. Zugleich erweiterte die Werft ihr Portfolio und bot neben Leichtern, Tankern, Küstenfrachtern und Schleppern auch Baggerschiffe an. Die Größe der Schiffe steigerte sich im Laufe der Jahre auf eine Vermessung von bis zu 1600 BRT und eine Länge von knapp 100 Metern. Zu den erfolgreichen Designs der Werft zählten die „XL2400“-Serie mit den namensgebenden 2400 Tonnen Tragfähigkeit, die aufgrund ihrer Größe von 1600 BRT noch keinen Funkoffizier benötigten und die von europäischen Küstengewässern bis ins Mittelmeer, nach Kanada und Archangelsk zum Einsatz kamen sowie die „XL400“-Serie, von der zwölf Schiffe gebaut wurden. Ab 1960 wurden Motoryachten in das Angebot aufgenommen, Mitte der 1960er Jahre folgten Offshore-Versorger. Im Zuge eines Rationalisierungsprogrammes verkaufte die Familie Craggs 1967 ihre beiden Werften.

### Clelands Shipbuilders (1967–1984)

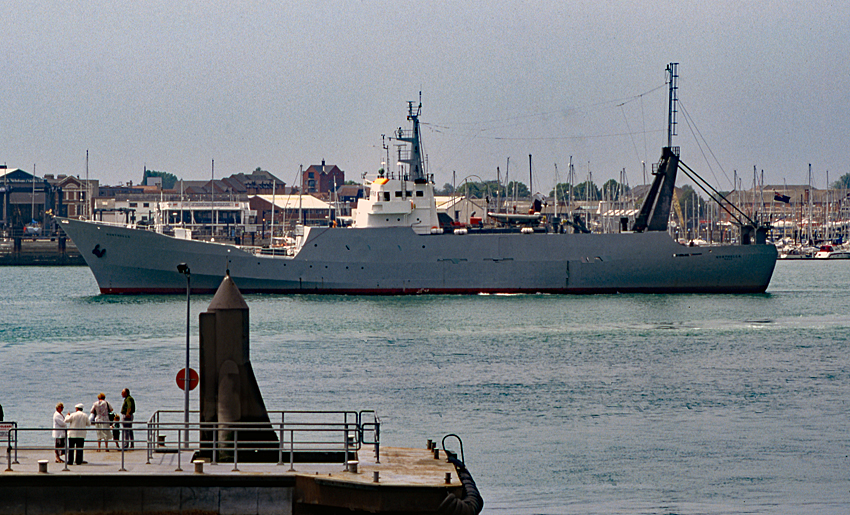
1973 gebauter Trawler Northella

Käufer von Clelands Shipbuilding war die Swan-Hunter-Gruppe, die der neuen Beteiligung den Namen Clelands Shipbuilders gab. Das bestehende Portfolio an unterschiedlichen Schiffstypen wurde beibehalten und ab etwa 1970 noch einmal erweitert. Im Programm aufgenommen wurden Hecktrawler, die schnell einen zusätzlichen Schwerpunkt bildeten, sowie Fluss-Seeschiffe und Spezialschiffe für die Royal Navy, wie Torpedofangboote, Munitionstransporter und Entmagnetisierungsschiffe. Die maximale Größe der gebauten Schiffe blieb gleich und lag bei einer Vermessung von maximal 1600 BRT bzw. 100 Metern Länge.

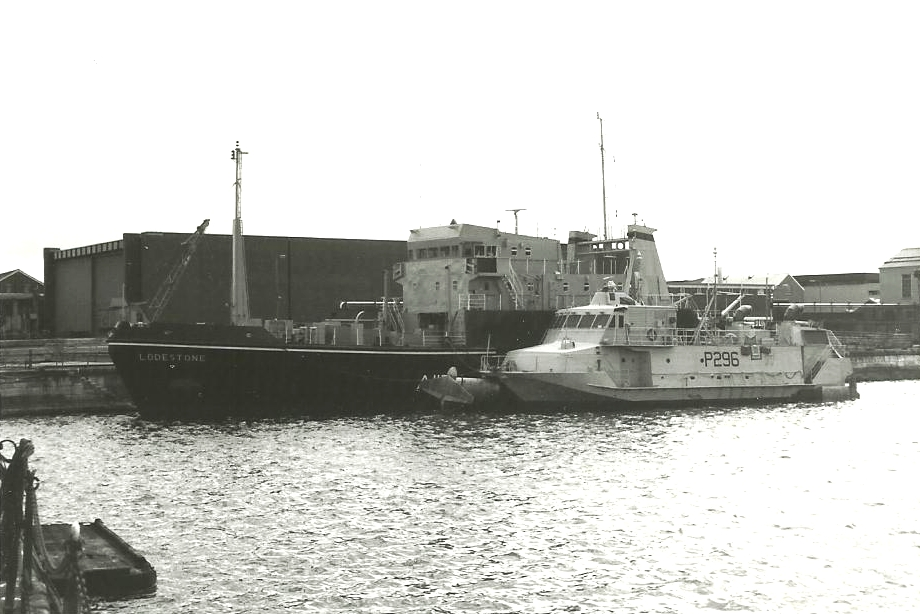
1980 gebautes Entmagnetisierungsschiff RMAS Lodestone

Im Rahmen der einsetzenden Werftenkrise verstaatlichte die britische Regierung 1977 einen Großteil der Werften, darunter auch Swan Hunter mit Clelands Shipbuilders. Das Unternehmen wurde gemeinsam mit den anderen Werften zur British Shipbuilders Corporation zusammengefasst. Währenddessen führte die Werft die Bautätigkeit von Küstenfrachten und -tankern sowie von Hilfsschiffen für die Royal Navy weiter. In dieser Zeit entstand mit der 1979 fertig gestellten und mit 4334 BRT vermessenen Ashington das größte Schiff der Werftgeschichte. Mit der Reprivatisierung der Werften im Jahr 1984 wurde der Schiffsbau bei Clelands eingestellt und die Werft geschlossen. In den knapp 120 Jahren ihres Bestehens wurden auf der Werft rund 360 Schiffe, Boote, Leichter und Pontons gebaut.

## Neubauten der Werft
Ausführliche Baulisten der Werft haben George Robinson und David Waller im Projekt Tyne Built Ships. A history of Tyne shipbuilders and the ships that they built erstellt.

### Beispielbauten der Werft
- Cordella: 1973, Hecktrawler
- Junella: 1975, Hecktrawler
- Lodestone: 1980, Entmagnetisierungsschiff der Royal Maritime Auxiliary Service